# 2006 FIFAワールドカップ・オセアニア予選
2006 FIFAワールドカップ・オセアニア地区予選は、オセアニア地区の2006 FIFAワールドカップ・予選である。本大会出場枠は0.5であり、勝者が南米予選5位の国との大陸間プレーオフの権利が与えられた。なお、この項目ではこの大陸間プレーオフも扱う。そして、オーストラリアが1974年西ドイツ大会以来の出場を決めた。
このオセアニア地区予選は、2次予選まではOFCネイションズカップ2004も兼ねている（優勝決定戦のみ、FIFAワールドカップ予選としてのものと、OFCネイションズカップとしてのものを別途実施した）。

## 予選方式
1次予選
オーストラリア・ニュージーランドは1次予選を免除される。他の10チームを5チームずつ2組に分け、1順の総当たり戦（集中開催方式）を実施。各組上位2チーム（計4チーム）が2次予選に進出する。
2次予選
1次予選を勝ち抜いた4チームと、1次予選を免除された2チームの計6チームで1順の総当たり戦（セントラル方式）を実施。上位2チームが最終予選に進出する。
最終予選
進出した2チームがホーム・アンド・アウェー方式で対戦する。勝者がオセアニア代表となり、大陸間プレーオフに進出する。

## 1次予選

### グループ1
※全試合ソロモン諸島・ホニアラで実施
| 国               | 勝ち点 | 試合数 | 勝 | 引分 | 敗 | 得点 | 失点 | 得失点差 |
| ---------------- | ------ | ------ | -- | ---- | -- | ---- | ---- | -------- |
| ソロモン諸島     | 10     | 4      | 3  | 1    | 0  | 14   | 1    | 13       |
| タヒチ           | 8      | 4      | 2  | 2    | 0  | 5    | 1    | 4        |
| ニューカレドニア | 7      | 4      | 2  | 1    | 1  | 16   | 2    | 14       |
| トンガ           | 3      | 4      | 1  | 0    | 3  | 2    | 17   | -15      |
| クック諸島       | 0      | 4      | 0  | 0    | 4  | 1    | 17   | -16      |

### グループ2
※全試合サモア・アピアで実施
| 国                 | 勝ち点 | 試合数 | 勝 | 引分 | 敗 | 得点 | 失点 | 得失点差 |
| ------------------ | ------ | ------ | -- | ---- | -- | ---- | ---- | -------- |
| バヌアツ           | 10     | 4      | 3  | 1    | 0  | 16   | 2    | 14       |
| フィジー           | 9      | 4      | 3  | 0    | 1  | 19   | 5    | 14       |
| パプアニューギニア | 7      | 4      | 2  | 1    | 1  | 17   | 6    | 11       |
| サモア             | 3      | 4      | 1  | 0    | 3  | 5    | 11   | -6       |
| アメリカ領サモア   | 0      | 4      | 0  | 0    | 4  | 1    | 34   | -33      |

## 2次予選
※全試合オーストラリア・アデレードで実施
| 国               | 勝ち点 | 試合数 | 勝 | 引分 | 敗 | 得点 | 失点 | 得失点差 |
| ---------------- | ------ | ------ | -- | ---- | -- | ---- | ---- | -------- |
| オーストラリア   | 13     | 5      | 4  | 1    | 0  | 21   | 3    | 18       |
| ソロモン諸島     | 10     | 5      | 3  | 1    | 1  | 9    | 6    | 3        |
| ニュージーランド | 9      | 5      | 3  | 0    | 2  | 17   | 5    | 12       |
| フィジー         | 4      | 5      | 1  | 1    | 3  | 3    | 10   | -7       |
| タヒチ           | 4      | 5      | 1  | 1    | 3  | 2    | 24   | -20      |
| バヌアツ         | 3      | 5      | 1  | 0    | 4  | 5    | 9    | -4       |

## オセアニア代表決定戦(最終予選)
| 2005年9月3日 |

| オーストラリア | 7 - 0 | ソロモン諸島 |
|                |       |              |

| シドニー・フットボール・スタジアム（シドニー） |

| 2005年9月6日 |

| ソロモン諸島 | 1 - 2 | オーストラリア |
|              |       |                |

| ローソン・タマ・スタジアム（ホニアラ） |

総得点9 - 1で、オーストラリアが大陸間プレーオフに進出。

## CONMEBOL-OFC大陸間プレーオフ
| 2005年11月12日 |

| ウルグアイ         | 1 - 0 | オーストラリア |
| D. ロドリゲス 37分 |       |                |

| エスタディオ・センテナリオ（モンテビデオ） |

| 2005年11月16日 |

| オーストラリア                                       | 1 - 0 (延長) | ウルグアイ                                   |
| ブレッシアーノ 35分                                  |              |                                              |
|                                                      | PK戦         |                                              |
| キューウェル ニール ヴィドマー ヴィドゥカ アロイージ | 4 - 2        | D. ロドリゲス バレラ エストヤノフ サラジェタ |

| スタジアム・オーストラリア（シドニー） |

オーストラリアが本大会出場権を獲得。